# エリック・カール (サッカー選手)
エリック・アンドレ・カール (Eric Andre Kahl , 2001年9月27日 - )は、スウェーデン・ストックホルム県ソルナ出身のサッカー選手。デンマーク・スーペルリーガ・オーフスGF所属。ポジションはDF。

## クラブ経歴
4歳の時にAIKソルナのユースアカデミーに入所。2019年にトップチームに昇格。翌2020年シーズンより正式にトップチームに定着し、6月28日のマルメFF戦でプロデビュー。以降先発に定着し、同年シーズンはリーグ戦26試合に出場。シーズン終了後には早くも国外リーグ移籍の噂が浮上し、FCファマリカンやニューヨーク・レッドブルズ、クラブ・ブルッヘなどへの移籍の噂が報じられた。
2021年7月24日、オーフスGFと5年契約を締結したことが発表された

## 代表経歴
2021年からU-21のスウェーデン代表に招集されている。

## 人物
- 母はタイ出身[5]。
- 兄のオスカー・カール (Oscar Kahl)もサッカー選手。ユース時代はAIKソルナに所属していたが、プロ入り後はタイ・リーグ1でプレーしている。